# 呂祐
吕祐（？—1366年），字伯通，元朝晋安（今山西新绛县）人。
至正二十六年（1366年），州城被破，有兵卒进入其家中，拔出白刃威胁其母林氏，索要财宝不得，挥刀欲杀其母。吕祐马上用身子挡着母亲，而夺其刀刃，手指尽裂，被伤倒地。很久后苏醒，睁眼看着母亲说：“母亲幸而无恙，我死而无憾了。”于是瞑目而死。